# Neoconger mucronatus
Neoconger mucronatus is een straalvinnige vissensoort uit de familie van spaghettialen (Moringuidae). De wetenschappelijke naam van de soort is voor het eerst geldig gepubliceerd in 1858 door Girard.